# Laxenecera sororcula
Laxenecera sororcula är en tvåvingeart som beskrevs av Karsch 1888. Laxenecera sororcula ingår i släktet Laxenecera och familjen rovflugor. Inga underarter finns listade i Catalogue of Life.